# Dobronhegy
Dobronhegy község Zala vármegyében, a Zalaegerszegi járásban, a Zalai-dombság területén, a Göcsejben. A csonkahegyháti körjegyzőséghez tartozik, önálló önkormányzata van.

## Fekvése
Zala vármegye északi részén, Zalaegerszegtől délnyugatra fekvő község, belterületén a 7405-ös út húzódik végig; utóbbiból a község külterületének déli szélén indul ki a Milejszegre vezető 74 114-es út. A településtől délnyugatra emelkedik a Göcsej legmagasabb pontja, a Kandikó.

## Közlekedés
A Bödei elágazás–Becsvölgye–Pórszombat úton fekszik, kiindulópontja a Milejszeg felé vezető bekötőútnak. Zalaegerszeggel sűrű autóbusz-összeköttetésben áll. A Kustánszeg és Becsvölgye felé tartó járatok mind érintik a falut.

## Története
A település első említése 1271-ben Dabrua néven való. A falu lakosai a korai időszakban leginkább állattenyésztéssel foglalkoztak. A 19. században vált általánossá a szőlőtermesztés, amely mindmáig meghatározó a községben. Az 1960-as években komoly elnéptelenedés jellemezte a falut, amely folyamat mára megállt.[forrás?]
Most kedvelt turisztikai hely lett, amelyet egyedülálló fekvésének, szép tájainak köszönhet.

## Közélete

### Polgármesterei
- 1990–1994: Horváth József (független)[4]
- 1994–1998: Horváth József (független)[5]
- 1998–2002: Barabás Erzsébet (független)[6]
- 2002–2006: Barabás Erzsébet (független)[7]
- 2006–2010: Barabás Erzsébet (független)[8]
- 2010–2014: Barabás Erzsébet (független)[9]
- 2014–2019: Barabás Erzsébet (független)[10]
- 2019–2024: Barabás Erzsébet (független)[11]
- 2024– : Mészáros Zsolt (független)[1]

## Népesség
A település népességének változása:
| Lakosok száma | 142  | 137  | 146  | 145  | 158  | 159  | 157  |
|               | 2013 | 2014 | 2015 | 2021 | 2022 | 2023 | 2024 |

A 2011-es népszámlálás idején a nemzetiségi megoszlás a következő volt: magyar 97,7%. A lakosok 69,9%-a római katolikusnak, 4,95% reformátusnak, 9,1% felekezeten kívülinek vallotta magát (14% nem nyilatkozott).
2022-ben a lakosság 93,7%-a vallotta magát magyarnak, 3,8% németnek, 3,8% egyéb, nem hazai nemzetiségűnek (5,1% nem nyilatkozott; a kettős identitások miatt a végösszeg nagyobb lehet 100%-nál). Vallásuk szerint 48,1% volt római katolikus, 7% református, 1,9% egyéb katolikus, 9,5% felekezeten kívüli (33,5% nem válaszolt).